# Nesolynx albiclavus
Nesolynx albiclavus är en stekelart som först beskrevs av Geoffrey John Kerrich 1960.
Nesolynx albiclavus ingår i släktet Nesolynx och familjen finglanssteklar. Inga underarter finns listade i Catalogue of Life.